# Walter Brown (criacionista)
Walter T. Brown (Agosto de 1937) é um engenheiro americano e notório defensor do criacionismo, criador do chamado Center for Scientific Creation (Centro de Criação Científica). De acordo com seu livro auto-publicado, Brown tem um Ph.D. em engenharia mecânica pela Instituto de Tecnologia de Massachusetts, um bacharelado na academia militar de West Point e serviu como oficial no Exército dos Estados Unidos até se aposentar em 1980. Alcançou notoriedade após a apresentação de seu trabalho mais notável: A Teoria das hidroplacas. 

## Obras
Auto-publicados:
- In the Beginning: Compelling Evidence for Creation and the Flood, Center for Scientific Creation (ISBN 1-878026-08-9).

## Críticas
The Skeptic's Dictionary o considera um dos lideres do movimento "ciência da criação".